# Związek Szoferów Rosyjskich
Związek Szoferów Rosyjskich (ros. Союз русских шофёров, Sojuz russkich szofiorow) – rosyjska organizacja emigracyjna we Francji w II połowie lat 20. i latach 30. XX wieku.
Pod koniec marca 1926 roku w Paryżu został utworzony Zjednoczony Związek Szoferów Rosyjskich. W jego skład wchodzili taksówkarze rekretujący się spośród przedstawicieli białej emigracji rosyjskiej. W 1927 roku powstało Stowarzyszenie Rosyjskich Szoferów i Robotników. Obie organizacje połączyły się wkrótce w Związek Szoferów Rosyjskich, który na początku lat 30. liczył ok. 1200 członków (w dużej części byłych wojskowych, w tym wysokich oficerów, jak pułkownicy czy generałowie). Istniały 2 filie w Nicei i Lyonie. Organizacja prowadziła także działalność społeczno-kulturalną w stosunku do emigrantów, prowadząc bibliotekę, stołówkę, bufet, salon fryzjerski, aptekę i halę sportową. Raz w tygodniu w budynku Związku przyjmował darmowo lekarz. Udzielano też bezpłatnych konsultacji prawniczych. Na Riwierze organizowano corocznie letni obóz turystyczny. Związek wydawał dwa pisma „Russkij szofior” i „Za rulom”, w których – oprócz specjalistycznych artykułów – ukazywały się też teksty literackie emigracyjnych pisarzy i poetów. Ponadto były organizowane Dni Szofera, podczas których odbywały się m.in. bale charytatywne.